# Émile Chenard
Émile Anatole Chenard (* 25. Dezember 1891 in Clichy; † 18. März 1982 ebenda) war ein französischer Autorennfahrer.

## Karriere als Rennfahrer
Émile Chenard startete 1924 gemeinsam mit seinem Bruder Louis beim 24-Stunden-Rennen von Le Mans. Die beiden Brüder wollten die Leistungsfähigkeit eines Wagens aus dem Unternehmen von Louis demonstrieren. Der Einsatz endete bereits nach 13 Runden durch einen Motorschaden am Rennfahrzeug.

## Statistik

### Le-Mans-Ergebnisse
| Jahr | Team          | Fahrzeug             | Teamkollege   | Platzierung | Ausfallgrund |
| ---- | ------------- | -------------------- | ------------- | ----------- | ------------ |
| 1924 | Louis Chenard | Louis Chenard Type E | Louis Chenard | Ausfall     | Motorschaden |